# Orimulsión
Orimulsión es una marca registrada en 1988 que se utilizó para designar a un combustible desarrollado conjuntamente por las empresas petroleras Corpoven, Lagoven e Intevep, la filial de investigación y desarrollo de Petróleos de Venezuela S.A. (PDVSA) para usos industriales, continuando una previa colaboración de emulsiones de British Petroleum (BP). El nombre Orimulsión es una contracción gramatical que proviene de combinar el nombre de la región de Venezuela de donde se extrae el hidrocarburo (Orinoco) con la denominación técnica del producto (emulsión). Los primeros esbozos investigativos referidos a la tecnología de emulsiones los lideraron los químicos venezolanos William Parra Escalona e Ignacio Layrisse desde los años 1978-84.  En 1985 se reunieron los grupos de Intevep para estudiar la factibilidad de usarlo como combustible. En 1988 la comercialización de este producto estuvo a cargo de la empresa Bitúmenes del Orinoco, S.A. (BITOR), filial de PDVSA. Finalmente, ese mismo año se exporta el primer cargamento a escala comercial, dirigido a la planta eléctrica Chubuelectric, en Japón.  Todo el modelo fue desarrollado por venezolanos y representa uno de los inventos más significativos del siglo XX, a pesar de que se basaba en el hecho de vender ese petróleo extrapesado a precio de carbón.  
Como su nombre lo indica, este combustible estaba formulado a base de una emulsión del hidrocarburo encontrado extensamente en el megayacimiento que conforma la reserva petrolífera más grande de Venezuela y del hemisferio occidental: la faja del Orinoco; hidrocarburo este que —durante la década de 1980, cuando este combustible fue desarrollado— estaba clasificado como bitumen puesto que, en la superficie, a temperatura ambiente y presión atmosférica, su consistencia es semisólida, similar a la del bitumen, si bien dentro del yacimiento es un líquido. Dicha clasificación suscitó una controversia técnica que desembocó en la ulterior reclasificación de este hidrocarburo como petróleo crudo extrapesado También cabe destacar que el American Petroleum Institute(API) establece rangos de clasificación para los distintos tipos de crudos existentes en el mundo, de manera que agrupa un conjunto de características, viscosidad, punto cedente, modelos reológicos, los cuales facilitan obtener una data que permite identificar y describir que tipo de petróleo o crudo es.

## Características
Los hidrocarburos de la faja del Orinoco, en estado natural, tienen una altísima densidad, de entre ocho (8) y diez (10) grados API a temperatura ambiente y por ello es inconveniente para usarse directamente como combustible.  La Orimulsión se obtenía mezclando este hidrocarburo con aproximadamente treinta por ciento (30%) de agua fresca y una pequeña cantidad de tensoactivos. El resultado era una emulsión combustible fósil no convencional altamente energética que se comportaba de manera similar a la gasolina, con la ventaja adicional de que no era explosiva. Los tensoactivos a base de fenoles fueron reemplazados por una segunda generación a base de alcoholes, mejorando las propiedades de transporte de este combustible y eliminando así los problemas de salud asociados al grupo de los tensoactivos a base de fenoles.

## Ventajas
Como combustible para la generación de electricidad, Orimulsión poseía ciertas propiedades que la hacían muy ventajosa con respecto a otros combustibles fósiles:
- Las reservas probadas de la materia prima para su elaboración (entonces catalogado como bitumen, hoy crudo extrapesado) son muy elevadas.
- Se comercializaba a un precio competitivo (para el comprador) con respecto a otros combustibles, como el carbón.
- Su producción era un proceso relativamente simple.
- Su transporte, maniobra y almacenaje se podían realizar con un elevado nivel de seguridad.
- Se podía utilizar en centrales termoeléctricas destinadas a utilizar carbón o combustible pesado, con correspondientes modificaciones de relativa sencillez.

## Desventajas.
- Quemándose así directamente el crudo extrapesado sin más tratamiento previo, resultaba en la generación de residuos gaseosos contaminantes. Años posteriores de investigación en INTEVEP produjeron soluciones tecnológicas que permitían filtrar y limpiar esos gases lo suficiente como para cumplir con las estrictas regulaciones ambientales vigentes en los países consumidores.
- El costoso flete que se pagaba por el transporte marítimo del 30% de agua que Orimulsión contenía, cuyo valor calorífico es ciertamente nulo.
- Se vendía a precio de carbón siendo en realidad petróleo.

## Utilización a nivel mundial
La explotación del hidrocarburo primario, así como la producción, manejo de Orimulsión y la construcción de las instalaciones físicas necesarias para dichas actividades, fueron realizadas por las antiguas filiales operadoras de PDVSA Corpoven y Lagoven para BITOR, empresa que llevaba a cabo directamente la comercialización del combustible. Orimulsión se utilizó como combustible para alimentar las calderas en centrales termoeléctricas en todo el mundo

## Fin de la Orimulsión
Puesto que el concepto de Orimulsión fue desarrollado siguiendo un criterio que clasificaba al crudo extrapesado utilizado en su producción como "bitumen natural", el ulterior análisis económico llevado a cabo por el Ministerio de Energía y Petróleo de Venezuela concluyó que su producción no era el uso más apropiado de los crudos extrapesados venezolanos; en diciembre de 2003 dicho Ministerio determinó que las reservas existentes en el área asignada a BITOR, filial de PDVSA, eran de crudos extrapesados y en consecuencia, las reclasificó de esa manera. Por esta misma razón se eliminó toda referencia a los bitúmenes en la subsecuente reforma a la Ley Orgánica de Hidrocarburos.
Una vez aclarado que la materia prima era la misma, también se estableció que el mejoramiento de los crudos extrapesados e, incluso, las mezclas de los crudos extrapesados con crudos más livianos, resultan en una mayor valorización del recurso natural que la transformación del mismo en Orimulsión.
Por esta razón, BITOR cerró su planta de Orimulsión en Morichal (estado Monagas) y ha terminado todos los convenios de suministro existentes. La Asociación Sinovensa -Asociación entre China y Venezuela a través de sus estatales petroleras, China National Petroleum Corporation (CNPC) y CVP, filial de Petróleos de Venezuela S.A. (PDVSA), respectivamente- a su vez, dejó de producir Orimulsión. Esta Asociación se reestructuró como empresa mixta dentro del marco establecido por la nueva Ley Orgánica de Hidrocarburos para producir mezclas de los crudos extrapesados con crudos más livianos y, en cuanto estén disponibles las capacidades correspondientes, para mejorarlos.

## Medidas ecológicas
La tecnología actual de control de calidad de emisiones atmosféricas puede limitar los contaminantes provenientes del uso de Orimulsión a niveles considerados como "la mejor tecnología de control disponible", tal y como fuera definida por la agencia estadounidense de protección ambiental (EPA por sus siglas en inglés).